# ガウチャー大学
ガウチャー大学（Goucher College）はアメリカメリーランド州ボルチモア郊外にあるリベラルアーツカレッジである。

## 概略
1885年創立。学生数は2300人ほどである。設立当時はボルチモア女子大学で、女子大であった。その影響か、現在でも８割の学生が女子である。設立者は、メソジスト派の宣教師ジョン・F・ガウチャーである。

## ランキング
U.S.NEWSのLiberal Arts Collegesのランキングでは全米で105位にランクされた。

## 卒業生
- Sarah T. Hughes - 弁護士、連邦裁判所判事
- ジェーン・レヴィ－米国女優
- 西水美恵子-元世界銀行副総裁、元プリンストン大学助教授

## その他
創立者のジョン・F・ガウチャーは、日本にある青山学院の設立の際に多額の寄付したことから、両校は関係があり、留学協定校を締結している。

## 公式ホームページ
- http://www.goucher.edu/

## 参考
1. ↑  http://colleges.usnews.rankingsandreviews.com/best-colleges/baltimore-md/goucher-college-2073